# Boterhamworst
Boterhamworst, in België ook wel hespenworst (Frans: saucisson de jambon), is een worst gemaakt van gemalen varkensvlees als hoofdbestandsdeel, soms ook met rundvlees, aangevuld met andere ingrediënten. De worst wordt onder meer genuttigd als broodbeleg, als snack of als bestanddeel van een maaltijd.
De worst is langwerpig van vorm. De diameter is veelal aan de forse kant (circa 10 cm), waardoor de plakjes de omvang van een snee brood benaderen. De worst wordt gevuld met fijngemalen varkensvleesrestanten en/of rundvleesrestanten uit de vleesverwerkende industrie, soms aangevuld met andere vleessoorten als gemalen paardenvlees of kippenvlees, plantaardige eiwitten, zout, kleurstoffen, conserveermiddelen en kruiden. Hierna wordt de worst gekookt of gerookt en vervolgens geweld in water van 80 graden. De fabricage geschiedt meestal machinaal. De worsten worden in één stuk geleverd aan slagerijen, of voorgesneden en in plastic verpakt geleverd aan supermarkten.

## Vergelijkbare producten
Er zijn diverse varianten en (min of meer) vergelijkbare vleesproducten op de markt. De Ardenner boterhamworst bevat veel varkensvlees, de kalfsboterhamworst bevat tevens kalfsvlees en de Parijzer boterhamworst heeft een grovere structuur. In de Verenigde Staten wordt een vergelijkbare worst als beleg geproduceerd onder de naam bologna of baloney. Deze aanduiding verwijst naar de Italiaanse vorm van boterhamworst, mortadella.